# Rolf Wessel
Rolf Wessel (* 27. Mai 1955 in Luttrum) ist ein deutscher Kaufmann und Unternehmer und gemeinsam mit seinem ehemaligen Kommilitonen Michael Höft Mitbegründer des später an der Deutschen Börse gehandelten Unternehmens Höft & Wessel (H & W).

## Leben
Nach seinem Schulabschluss begann Rolf Wessel 1974 in Hannover an der damaligen Universität ein Studium der Architektur. In Hannover lernte der den Studenten Michael Höft kennen, der 1975 aus Darmstadt nach einem begonnenen Studium der Physik in die niedersächsische Landeshauptstadt gekommen war, um dort nun Physik und Mathematik zu studieren. Nur wenige Jahre später machten sich die beiden selbständig und gründeten 1978 ihr IT-Unternehmer Höft & Wessel, das sie 1980 zunächst in eine GmbH, 1998 dann in eine Aktiengesellschaft umwandelten und im selben Jahr in den Neuen Markt an der Frankfurter Börse einführten.
Rolf Wessel und Michael Höft hatten das von ihnen gegründete IT- und Software-Unternehmen, zu dessen Produktportfolio Fahrkartenautomaten, elektronische Fahrscheindrucker, Terminals für Mautstellen, Parkautomaten und Parksysteme sowie mobile Datenerfassungsgeräte zählt, in nur zwei Jahrzehnten zu einem international operierenden Unternehmen ausgeweitet mit Sitz in Hannover und Swinden nahe London. Die Firmengründer übernahmen später Sitze im Aufsichtsrat ihres ehemaligen Start-ups.

## Ehrungen
1999 wollte das Kuratorium zur Verleihung der Karmarsch-Denkmünze – abweichend von Praktiken und Überlegungen der Vorjahre – gezielt „jungen, innovative und erfolgreiche Unternehmer aus der Region Hannover“ ehren. Nach einstimmiger Entscheidung hieß es bei der Doppelehrung auf der jeweiligen Urkunde zur Denkmünzen-Verleihung am 3. November 1999:

„… für seine beispielhaften Leistungen als innovativer Unternehmensgründer.“

## Publikationen
- Bernhard Peschke (Bearb.): Speerplan. Regional- und -Stadtplaner-GmbH, erstellt im Auftrag der Stadtwerke Speyer von Speerplan, Regional-u.-Stadtplaner-GmbH, Graphik: Marc Gläser, Enrico Schichan; EDV-Arbeiten: Michael Höft, Rolf Wessel, Frankfurt am Main: Speerplan, 1979